# Chronik 1
Chronik 1 ist ein Sampler des Independent-Labels Selfmade Records. Es erschien am 6. Juli 2007 über das Düsseldorfer Label. Auf der Chronik 1 sind als Rapper, bis auf Flipstar, nur die bei Selfmade Records unter Vertrag stehenden Künstler Kollegah, Favorite und Shiml sowie Labelgründer Slick One vertreten. Der Sampler wurde zum Hip-Hop-Festival Splash! veröffentlicht.

## Hintergrund

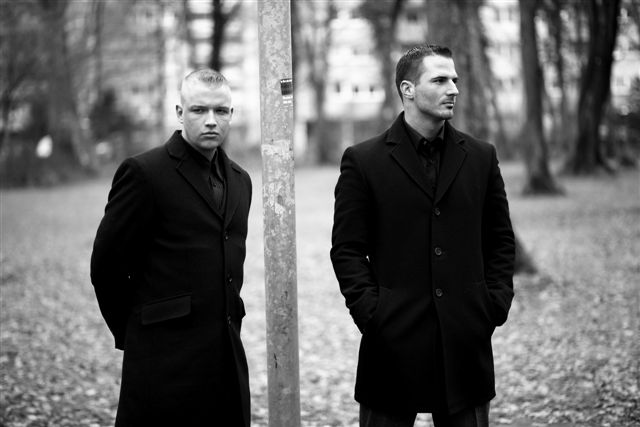
Kollegah (links) und Slick One

Selfmade Records wurde im Jahr 2004 gegründet. Im darauf folgenden Jahr erschien der Sampler Schwarzes Gold als erste Veröffentlichung des Independent-Labels. Auf diesem ist eine Vielzahl deutscher Rapper aus dem Bereich des Ruhrgebiets vertreten. 2007 wurde dann, im Anschluss an das Album Harlekin des Rappers Favorite, der zweite Sampler Chronik 1 veröffentlicht. Aus Sicht des Labelgründers Slick One ist der Tonträger „der erste richtige Labelsampler“, da auf diesem ausschließlich die vier Rapper sowie der Produzent Rizbo, die vertraglich an Selfmade Records gebunden sind, zu hören sind. Die einzige Ausnahme davon stellt der Hip-Hop-Musiker Flipstar, der jedoch ebenfalls an der Gründung des Independent-Labels beteiligt war, dar. Die Hauptaufgabe des Samplers ist somit die Präsentation des Düsseldorfer Labels und ihrer Mitglieder.

## Titelliste
| #  | Titel                         | Künstler                                | Produzent           | Länge |
| -- | ----------------------------- | --------------------------------------- | ------------------- | ----- |
| 1  | Intro                         |                                         | Rizbo               | 1:10  |
| 2  | Weg nach oben                 | Favorite, Kollegah, Shiml und Slick One | Rizbo & G. Bregovic | 4:39  |
| 3  | Hater                         | Kollegah                                | Rizbo & SixJune     | 5:22  |
| 4  | So wie Fav bist du doch nicht | Favorite                                | Rizbo               | 3:53  |
| 5  | Wenn es kalt wird             | Shiml                                   | Rizbo & Alper       | 4:27  |
| 6  | Skit                          |                                         |                     | 0:23  |
| 7  | SR Time                       | Slick One und Flipstar                  | Flipstar            | 3:18  |
| 8  | (Zeig dem Volk) wer der Boss  | Kollegah                                | Rizbo & Kollegah    | 4:04  |
| 9  | 16 Bars                       | Favorite                                | Rizbo               | 2:25  |
| 10 | 327 Straßensound              | Shiml                                   | Epileptik Beats     | 2:40  |
| 11 | Dunkelheit der Nacht          | Slick One                               | Rizbo               | 2:50  |
| 12 | Lauf aus dem Club             | Kollegah                                | Rizbo & Kollegah    | 4:29  |
| 13 | Nasatruppen                   | Favorite und Kollegah                   | Rizbo               | 5:03  |
| 14 | Kein Weg zurück               | Favorite und Shiml                      | Rizbo               | 4:01  |
| 15 | Geradeaus                     | Shiml                                   | Akasha One          | 4:31  |
| 16 | To the top                    | Slick One und Kollegah                  | Rizbo               | 2:58  |
| 17 | Shotgun (Selfmade Remix)      | Favorite, Kollegah und Shiml            | Rizbo               | 4:36  |
| 18 | Outro                         |                                         | Rizbo               | 1:38  |
| 19 | Ein guter Tag zum Sterben     | Kollegah                                | SixJune & Topbeats  | 6:23  |

## Produktion
Der verantwortliche Produzent des Samplers ist Rizbo, der die musikalische Untermalung der Titel Intro, Weg nach oben, Hater, So wie Fav bist du doch nicht, Wenn es kalt wird, (Zeig dem Volk) wer der Boss, 16 Bars, Lauf aus dem Club, Nasatruppen, Kein Weg zurück, To the top, Shotgun (Selfmade Remix) und Outro übernommen hat. Einige Lieder entstanden dabei in Zusammenarbeit mit anderen Produzenten. Weg nach oben wurde gemeinsam mit G. Bregović, Hater mit Sixjune, Wenn es kalt wird mit Alper und (Zeig dem Volk) wer der Boss sowie Lauf aus dem Club mit T.O.N.I. produziert. Des Weiteren steuert der Hip-Hop-Musiker Flipstar mit SR Time einen Beat bei. Außerdem wurden 327 Straßensound von Epileptik Beats, Geardeaus von Akasha One und Ein guter Tag zum Sterben von Sixjune und Topbeats produziert.
Der Beat zu Weg nach oben konnte erst nach Absprache mit Sin & V.I.P., einem aus Serbien stammenden US-Rapper und einer serbischen Gruppe, genutzt werden. Diese hatten den Original-Beat für ihr Mixtape Rane genutzt. Für das Stück Hater nutzte Rizbo ein Sample aus „No Good“ von The Prodigy.
Die Audionachbearbeitung, das sogenannte Mastering, wurde von Benz Reibach im Bilkbass Studio durchgeführt.

## Illustration
Auf dem Cover des Samplers sind die vier Rapper abgebildet. Diese nehmen jeweils ein Viertel der Fläche ein. Jeder Rapper hält ein Schild, auf welchem der jeweilige Name abgedruckt ist, in den Händen. In der Mitte sind der Labelname und -logo sowie der Album-Titel zu sehen. Die Schrift wird mit einer „Goldfolie“ hervorgehoben.
Die für das Booklet und zur Vermarktung genutzten Fotos wurden von Frederic Thelen geschossen. Patrick van den Heuvel von Pleasure Artworks war für die Gestaltung des Artworks verantwortlich.

## Vermarktung

Logo des Labels Selfmade Records

Zu dem Lied Weg nach oben drehte das Düsseldorfer Label ein Video. Der Clip wurde in den Musiksendungen, die sich mit Hip-Hop beschäftigen, des Fernsehsenders MTV gespielt. Auf Chronik 1 ist das Video als Zusatz zu sehen.
Vor der Veröffentlichung des Samplers wurde ein zehn-minütiges Snippet, ein Zusammenschnitt von Ausschnitten aus den Stücken von Chronik 1, im Internet zur Verfügung gestellt. Das Snippet wird von Favorite moderiert.
Die vier Hip-Hop-Musiker von Selfmade Records absolvierten vom 18. Oktober bis zum 2. November 2007 eine gemeinsame Tournee. Diese wurde als Showtime, Bitch!-Tournee betitelt. Das Programm der Konzerte dauerte zweieinhalb Stunden. In den verschiedenen Veranstaltungsorten traten des Weiteren befreundete Rapper im Vorprogramm auf. So etwa Pimpulsiv in Braunschweig, Pretty Mo in München und Casper in Köln und Dortmund.

## Kritik
Chronik 1 wurde vor allem durch Medien, die sich mit Rap-Musik auseinandersetzen, bewertet. Als Beispiele können die Rezensionen der Internetseite Rap.de, der Hip-Hop-Zeitschrift Juice und der E-Zine Laut.de herangeführt werden. Die Redaktion der Juice wertete den Sampler positiv, was einhergeht mit der Bewertung durch Rap.de, dessen Rezensent das Album als unterhaltsam und abwechslungsreich einstuft. Aus Sicht von Laut.de ist der Tonträger mit drei von möglichen fünf Bewertungspunkten durchschnittlich bis gut.
Die Wertung der von Rizbo produzierten Beats fiel sehr unterschiedlich aus. Der zuständige Redakteur der Juice sieht die Beats als „großteils ordentlich“ an. In der Wertung durch Rap.de wird positiv hervorgehoben, dass die Produktionen den verschiedenen Stilen der ausführenden Künstler angepasst sind. Dies steht im Gegensatz zur Meinung von Philipp Gässlein, der die Kritik für die E-Zine Laut.de ausformuliert hat. Er findet viele Instrumentals unpassend für die Rapper des Labels und führt als Beispiele die Titel Kein Weg Zurück und Weg Nach Oben, auf denen sich Favorite „nicht […] voll entfalten kann“, sowie Hater, der nicht zu Kollegahs vorgetragenen Versen passt, an. Dagegen lobt Gässlein die Beats der Stücke Ein Guter Tag Zum Sterben und Zeig dem Volk, wer der Boss ist.

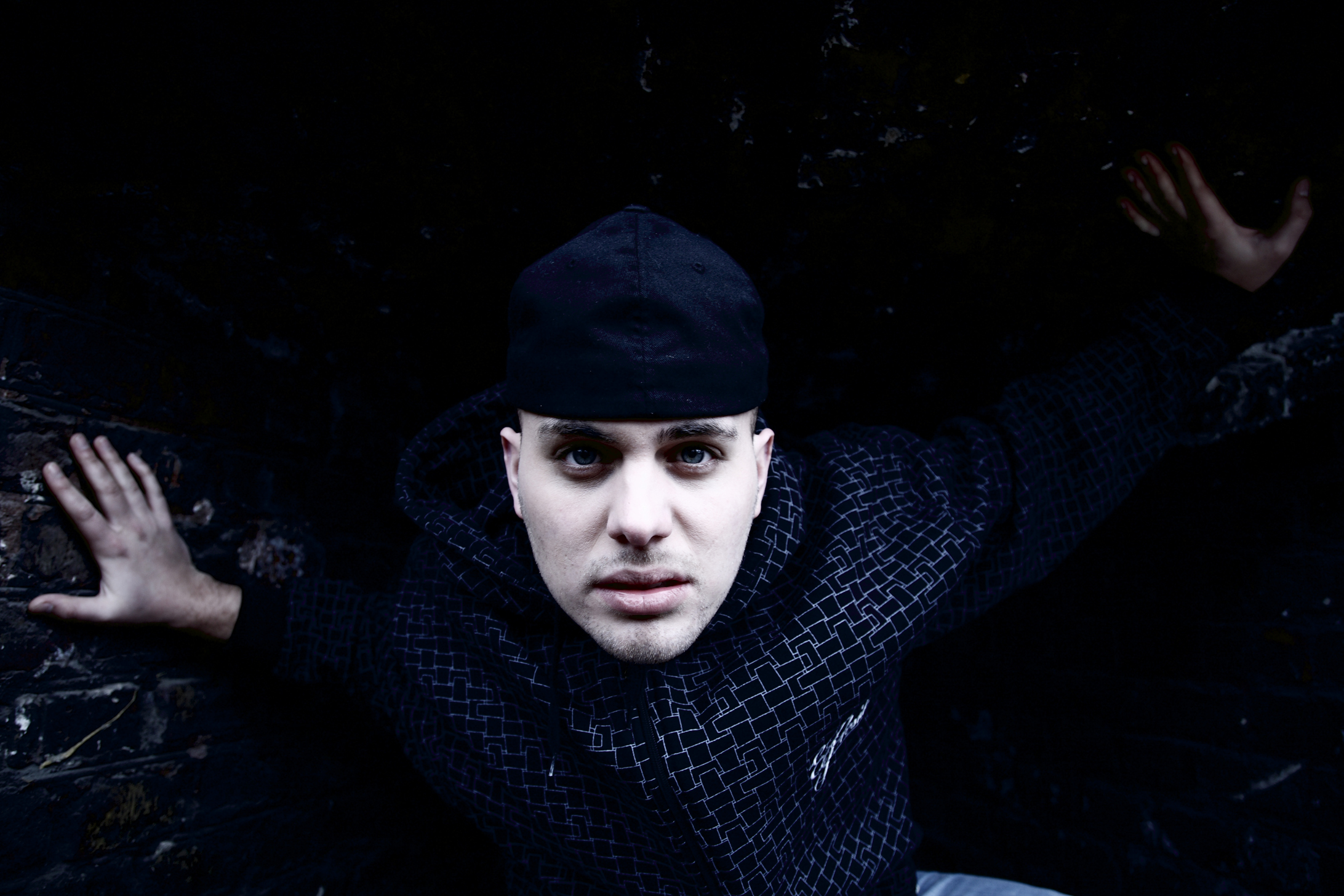
Rapper Favorite

Kollegahs Lieder sind nach der Meinung der Juice-Redaktion die „Höhepunkte des Samplers“. Rap.de empfindet die Reime des Rappers zwar als „beachtlich“, weist aber negativ auf die fehlenden Themen, den an manchen Stellen langweiligen Flow sowie das niedrige inhaltliche Niveau Kollegahs hin. Favorite ist, aus Sicht der Juice, häufig „an der Grenze des guten Geschmacks“, biete dafür aber besonders unterhaltsame Titel. Von Rap.de wird Favorite als bester Rapper des Labels angesehen, da seine Texte „durch seinen unglaublichen Wortwitz und sprühenden Humor“ überzeugen. So stellen das Lied 16 Bars und, was im krassen Gegensatz zur Rezension von Gässlein steht, Favorites Strophe in Kein Weg zurück die Höhepunkte des Samplers dar.
Shimls Lieder sind laut Juice „absolut überdurchschnittlich“, sind dabei jedoch neben den unterhaltsamen Beiträgen von Favorite und Kollegah deplatziert. Auch der Redakteur von Rap.de findet die Stücke Wenn es kalt wird und Geradeaus „fehl am Platz“ und weist darauf hin, dass durch den ausbleibenden Humor der Titel von Shiml, der Sampler an diesen Positionen „leicht unerträglich“ werde. Auch in diesem Punkt steht die Kritik von Laut.de im krassen Gegensatz zur Juice und Rap.de. Philipp Gässlein lobt die Stimme Shimls, mit derer er „eine atemberaubende Atmosphäre“ erzeugt, sodass die Titel Wenn es kalt wird und Geradeaus „förmlich über sich hinaus“ wachsen. Außerdem wird auch Slick One gelobt, da er auf komplex aufgebaute Texte verzichte und damit einen „Gegenpol“ zu den bei ihm unter Vertrag stehenden Rappern darstelle.